# 겐조 (배우)
겐조(일본어:  建蔵, 1963년 12월 24일 ~ )는 일본의 성우, 내레이터이자 배우로, 아이치현 출신다.